# Лоренс (округ, Огайо)
Округ Лоренс (англ. Lawrence County) располагается в штате Огайо, США. Официально образован 21 декабря 1815 года. По состоянию на 2010 год, численность населения составляла 62 450 человек. Получил своё название в честь американского военно-морского офицера Джеймса Лоуренса.

## География
По данным Бюро переписи США, общая площадь округа равняется 1 184,356 км2, из которых 1 174,229 км2 суша и 10,101 км2 или 0,850 % это водоёмы.

## Население
По данным переписи населения 2000 года в округе проживает 62 319 жителей в составе 24 732 домашних хозяйств и 17 807 семей. Плотность населения составляет 53,00 человека на км2. На территории округа насчитывается 27 189 жилых строений, при плотности застройки около 23,00-х строений на км2. Расовый состав населения: белые — 96,55 %, афроамериканцы — 2,09 %, коренные американцы (индейцы) — 0,18 %, азиаты — 0,19 %, гавайцы — 0,01 %, представители других рас — 0,11 %, представители двух или более рас — 0,88 %. Испаноязычные составляли 0,57 % населения независимо от расы.
В составе 32,00 % из общего числа домашних хозяйств проживают дети в возрасте до 18 лет, 56,00 % домашних хозяйств представляют собой супружеские пары проживающие вместе, 11,90 % домашних хозяйств представляют собой одиноких женщин без супруга, 28,00 % домашних хозяйств не имеют отношения к семьям, 24,90 % домашних хозяйств состоят из одного человека, 11,20 % домашних хозяйств состоят из престарелых (65 лет и старше), проживающих в одиночестве. Средний размер домашнего хозяйства составляет 2,49 человека, и средний размер семьи 2,96 человека.
Возрастной состав округа: 24,50 % моложе 18 лет, 8,60 % от 18 до 24, 28,00 % от 25 до 44, 24,50 % от 45 до 64 и 24,50 % от 65 и старше. Средний возраст жителя округа 38 лет. На каждые 100 женщин приходится 92,20 мужчин. На каждые 100 женщин старше 18 лет приходится 88,40 мужчин.
Средний доход на домохозяйство в округе составлял 29 127 USD, на семью — 35 308 USD. Среднестатистический заработок мужчины был 30 622 USD против 20 961 USD для женщины. Доход на душу населения составлял 14 678 USD. Около 15,10 % семей и 18,90 % общего населения находились ниже черты бедности, в том числе — 27,30 % молодежи (тех, кому ещё не исполнилось 18 лет) и 12,90 % тех, кому было уже больше 65 лет.